# フィアット・クライスラー・オートモービルズ
フィアット・クライスラー・オートモービルズ（蘭: Fiat Chrysler Automobiles NV、略称FCA）は、かつて存在した自動車の製造・販売会社を傘下に持つ持株会社。
フィアット・クライスラー・オートモービルズは2014年にフィアットとクライスラーの合併により誕生した。2021年1月にグループPSAと経営統合し、現在はステランティス N.V.となっている。
登記上の本社はオランダ・アムステルダム、税務上の本社はイギリス・ロンドンに置かれていた。従来のフィアット・グループ・オートモビルズSpA（イタリア・トリノ）およびクライスラーグループLLC（アメリカ合衆国ミシガン州オーバーンヒルズ）はそれぞれFCA Italy SpAおよびFCA US LLCに改称した。
創設以来、フィアット創業家のイタリアのアニェッリ家がオーナーシップを取っており同家の投資会社であるエクソールを通じて株式ベースで29.41%、議決権ベースでは44.31%を所有しており、会長のジョン・エルカーンも同家のメンバーであった。

## 沿革
2009年1月、フィアットは経営不振に陥っていたクライスラーへの資本参加を発表。2014年1月にフィアットがクライスラーの株式を買収し完全子会社化することを発表、同年10月12日に持株会社フィアット・クライスラー・オートモービルズが設立された。フィアット創業者のアニエッリ家の投資会社であるエクソールが、株式の約3割（議決権ベースで4割以上）を保有している。2016年1月、フィアット時代から傘下に置いていたフェラーリが分離・独立した。世界40カ国以上に拠点を持ち、140カ国以上で販売を行っていた。
日本では2012年7月1日、「フィアット クライスラー ジャパン」が設立され、従来の「フィアットグループオートモービルズジャパン」と「クライスラー日本株式会社」をその傘下に置く形態が取られていたが、2015年1月1日、フィアットとクライスラーの両法人格を統合した上で社名変更を行い、「FCAジャパン株式会社」となった。FCAジャパンの本社は東京都港区に置かれている。
関連会社として大手自動車部品メーカーのマニエッティ・マレリがあったが、2018年10月に同社をカルソニックカンセイに売却したため資本関係はなくなった。ただ部品供給等での協力関係は継続される。
2019年1月10日、フィアット・クライスラー・オートモービルズは、製造するディーゼル自動車に排気ガス試験の不正を可能にするソフトウエアを搭載していた問題をめぐる裁判にて、アメリカ合衆国司法省との和解が成立したことを発表。フィアット・クライスラー・オートモービルズ側が、5億1500万ドルを支払い、自動車のリコールおよび修理、カリフォルニア州における民事制裁金などの支払いを行うこととなった。なお、会社側は、和解が成立しても排気ガス試験の不正を可能にするソフトウエアを意図的に搭載する計画に一貫して関与していなかったことを発表している。
2019年10月、グループPSAと経営統合することを発表し、株主である双方の創業家と中国の東風汽車集団とフランス政府は7年間出資することで合意した。その後2020年7月15日には、新たな企業グループの名称をステランティス(STELLANTIS)にすることが発表された。

## 主な保有ブランド

### イタリア
- フィアット
- アルファロメオ
- アバルト
- マセラティ

### アメリカ
- クライスラー
- ジープ
- ダッジ
- ラム・トラックス